# ميجان أوري
ميجان أوري (بالإنجليزية: Meghan Ory)‏ مواليد 20 أغسطس 1982 في فكتوريا، كولومبيا البريطانية، هي ممثلة كندية بدأت مسيرتها الفنية عام 1999.

## الأعمال
- 2004: سمولفيل (الدور: ميغان كالدر)
- 2009: نايت رايدر (الدور: الدكتور ميغان كونيلي )
- 2010: سايك (الدور: جوزي)
- 2011: كان ياما كان (الدور: روبي )
- 2011: خارق للطبيعة (الدور: سالي)

## وصلات خارجية
- ميجان أوري على موقع IMDb (الإنجليزية)
- ميجان أوري على موقع روتن توميتوز (الإنجليزية)
- ميجان أوري على موقع ألو سيني (الفرنسية)
- ميجان أوري على موقع تيرنر كلاسيك موفيز (الإنجليزية)
- ميجان أوري على موقع أول موفي (الإنجليزية)
- ميجان أوري على موقع إن إن دي بي (الإنجليزية)
- ميجان أوري على موقع قاعدة بيانات الفيلم (الإنجليزية)
- ميجان أوري على موقع كينوبويسك (الروسية)